# Sylhet (stad)
Sylhet (ook wel Kotwali) is een stad in Bangladesh. De stad is zowel de hoofdstad van de divisie Sylhet als van het district Sylhet. De stad telt ongeveer 316.000 inwoners.

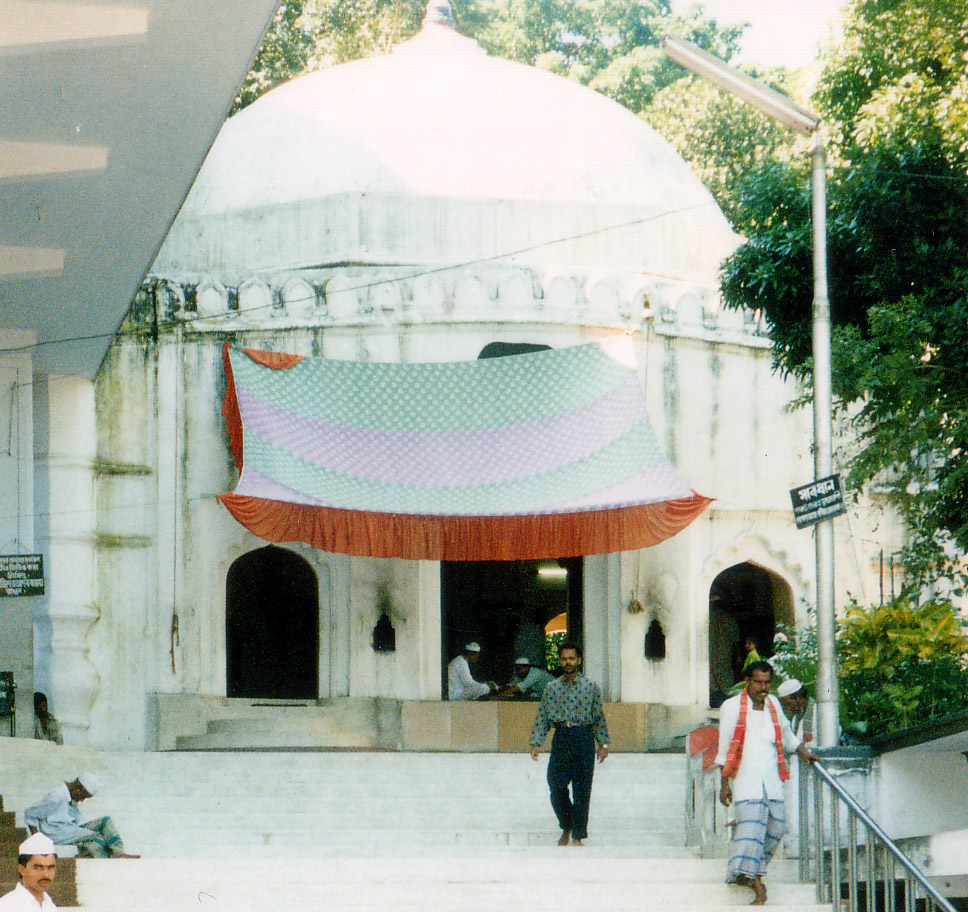
Graf van Hazrat Shah Jalal in Sylhet

## Stedenband
- Rochdale (Verenigd Koninkrijk)
- St Albans (Verenigd Koninkrijk)